# Lasaia incoides
Lasaia incoides is een vlindersoort uit de familie van de prachtvlinders (Riodinidae), onderfamilie Riodininae.
Lasaia incoides werd in 1902 beschreven door Schaus.